# オースティン級ドック型輸送揚陸艦
オースティン級ドック型輸送揚陸艦（オースティンきゅうドックがたゆそうようりくかん、Austin class amphibious transport dock）は、アメリカ海軍のドック型輸送揚陸艦。

## 概要
本級はローリー級に次いで建造されたドック型輸送揚陸艦であり、いくつかの資料では次のクリーヴランド級、トレントン級を同一の艦級として分類している。ドック型揚陸艦よりも貨物輸送能力を重視し、艦尾のウェルドック部を縮小し貨物積載スペースを確保している。
本級はローリー級の大幅な拡大型であり、幅は変わらず、ドック部の大きさもおなじであるものの、全長は15m延長された。艦の概要は変わらず、前部に艦橋構造物があり、後部にはヘリコプター甲板がある。「オースティン」にはヘリコプターの格納庫はないが、「オグデン」と「ダルース」には、伸縮式の格納庫が設置された。
このほか、右舷に揚陸作業用クレーンを要している。新造時は艦橋前方に自衛用として3インチ連装砲2基を有していたが、後に撤去され、CIWSに更新された。
3隻とも2005年から2007年にかけて退役した。

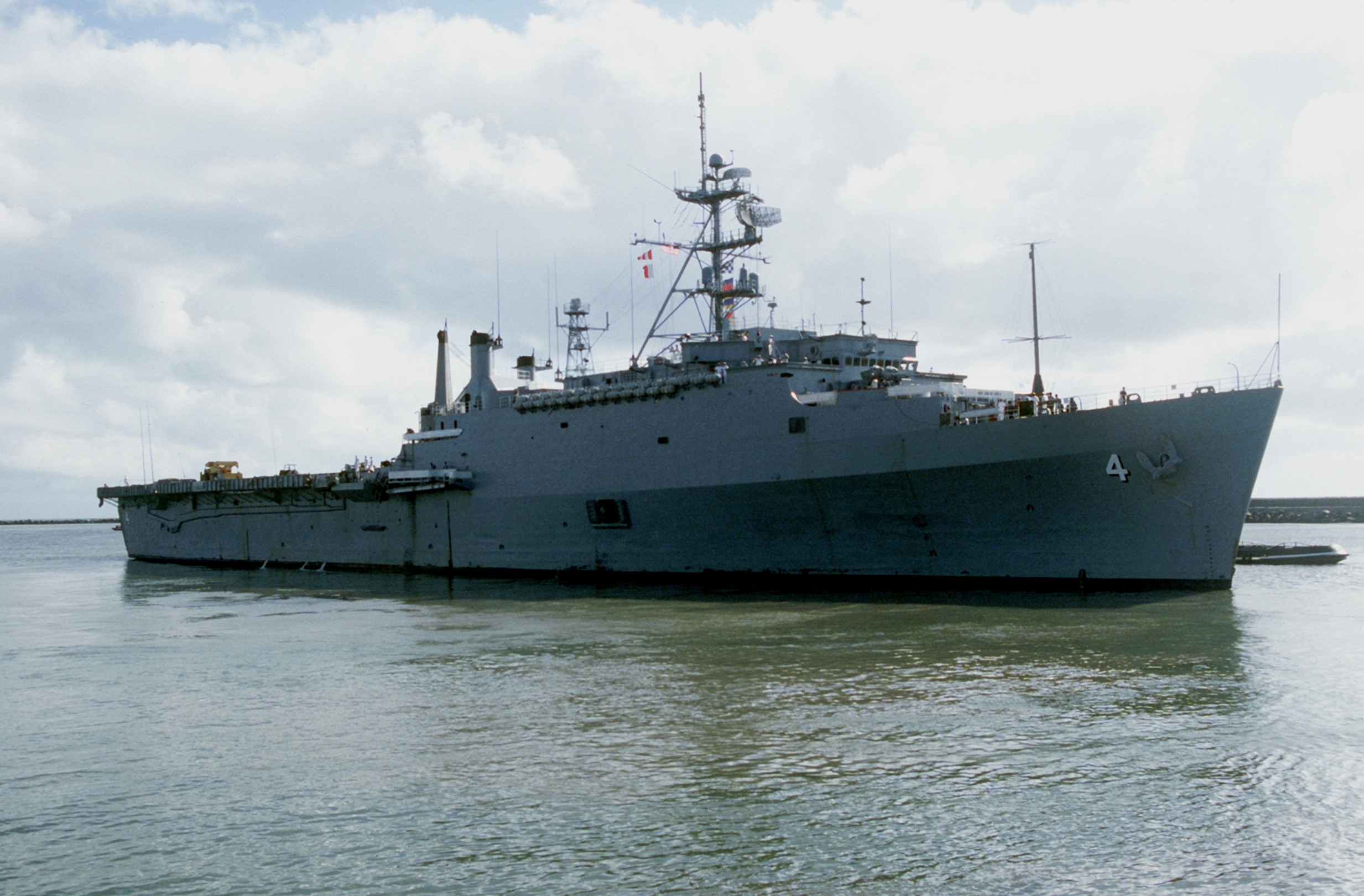
オースティン
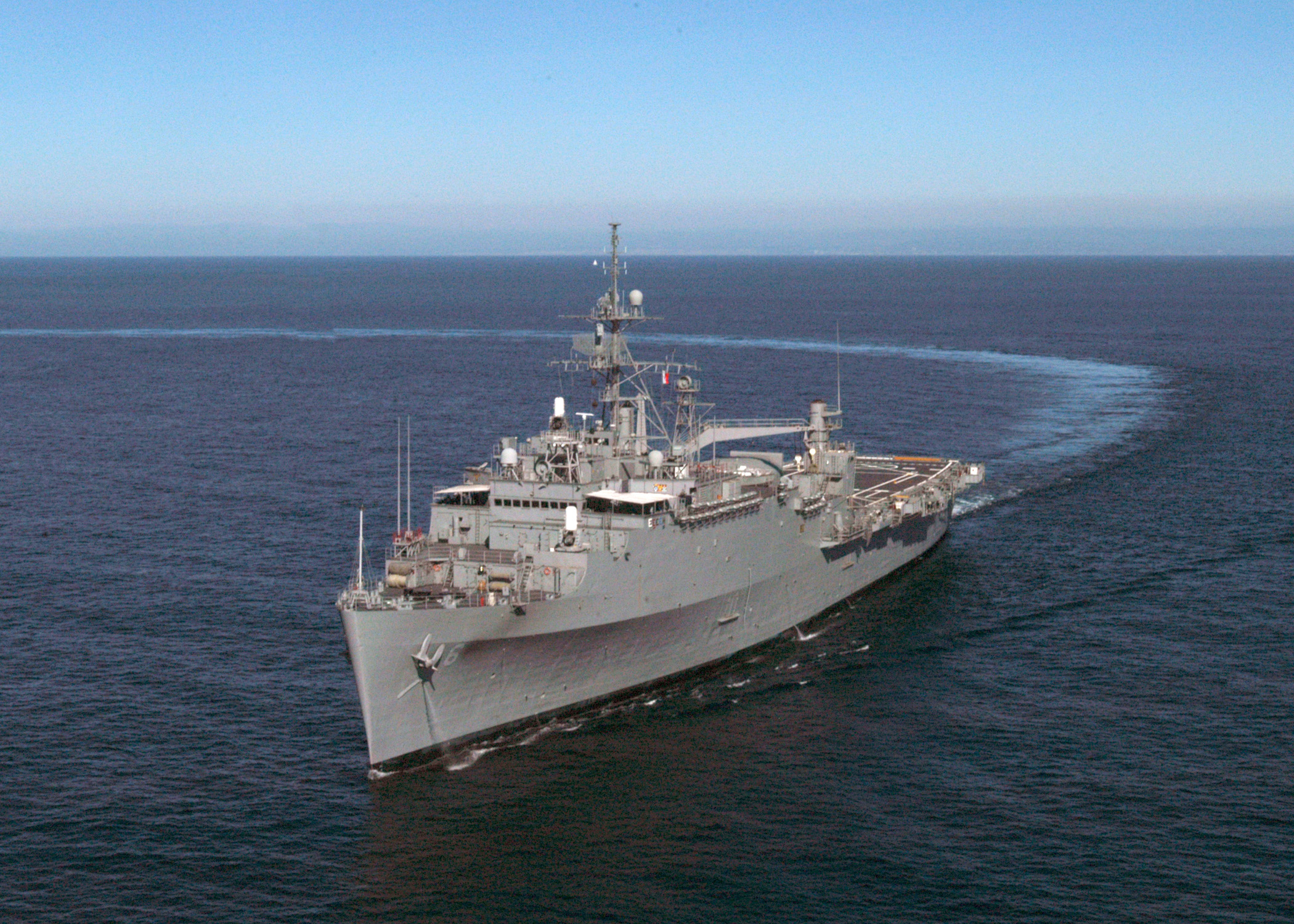
ダルース

## 同型艦
| 艦番号 | 艦名                    | 建造所                 | 起工            | 進水           | 就役            | 退役            |
| ------ | ----------------------- | ---------------------- | --------------- | -------------- | --------------- | --------------- |
| LPD-4  | オースティン USS Austin | ニューヨーク海軍造船所 | 1963年 2月4日   | 1964年 6月27日 | 1965年 2月6日   | 2006年 9月27日  |
| LPD-5  | オグデン USS Ogden      | ニューヨーク海軍造船所 | 1963年 2月4日   | 1964年 6月27日 | 1965年 6月19日  | 2007年 2月21日  |
| LPD-6  | ダルース USS Duluth     | ニューヨーク海軍造船所 | 1963年 12月18日 | 1965年 8月14日 | 1965年 12月18日 | 2005年 10月13日 |